# Víktor Zhdanovich
Víktor Frantsevich Zhdanovich –en ruso, Виктор Францевич Жданович– (Leningrado, URSS, 27 de enero de 1938) es un deportista soviético que compitió en esgrima, especialista en la modalidad de florete.
Participó en tres Juegos Olímpicos de Verano entre los años 1956 y 1964, obteniendo en total tres medallas de oro, dos en Roma 1960 y una en Tokio 1964. Ganó cuatro medallas de oro en el Campeonato Mundial de Esgrima entre los años 1959 y 1963.

## Palmarés internacional
| Juegos Olímpicos   | Juegos Olímpicos         | Juegos Olímpicos | Juegos Olímpicos    |
| Año                | Lugar                    | Medalla          | Prueba              |
| ------------------ | ------------------------ | ---------------- | ------------------- |
| 1960               | Roma (Italia)            | Medalla de oro   | Florete individual  |
| 1960               | Roma (Italia)            | Medalla de oro   | Florete por equipos |
| 1964               | Tokio (Japón)            | Medalla de oro   | Florete por equipos |
| Campeonato Mundial |                          |                  |                     |
| Año                | Lugar                    | Medalla          | Prueba              |
| 1959               | Budapest (Hungría)       | Medalla de oro   | Florete por equipos |
| 1961               | Turín (Italia)           | Medalla de oro   | Florete por equipos |
| 1962               | Buenos Aires (Argentina) | Medalla de oro   | Florete por equipos |
| 1963               | Danzig (Polonia)         | Medalla de oro   | Florete por equipos |